# أغنيس فون فورتمبيرغ
أغنيس فون فورتمبيرغ (بالألمانية: Agnes von Württemberg) (و. 1835 – 1886 م) هي كاتِبة ألمانية، توفيت عن عمر يناهز 51 عاماً.